# 中新川郡

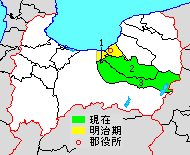
富山県中新川郡の位置（1.舟橋村 2.上市町 3.立山町）

中新川郡（なかにいかわぐん）は富山県にある郡。
人口44,550人、面積547.47km²、人口密度81.4人/km²。（2025年4月1日、推計人口）
以下の2町1村を含む。
- 舟橋村（ふなはしむら）
- 上市町（かみいちまち）
- 立山町（たてやままち）

## 郡域
1896年（明治29年）に行政区画として発足した当時の郡域は、上記の2町1村のほか、滑川市および富山市の一部（常願寺川以東）に相当する。

## 歴史
- 1896年（明治29年）

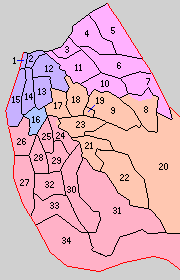
1.西水橋町 2.東水橋町 3.滑川町 4.浜加積村 5.早月加積村 6.北加積村 7.東加積村 8.山加積村 9.南加積村 10.中加積村 11.西加積村 12.下条村 13.上条村 14.東三郷村 15.西三郷村 16.舟橋村 17.相ノ木村 18.宮川村 19.上市町 20.白萩村 21.柿沢村 22.茗荷谷村 23.音杉村 24.弓庄村 25.寺田村 26.利田村 27.大森村 28.五百石町 29.高野村 30.上段村 31.東谷村 32.下段村 33.釜ヶ淵村 34.立山村 （紫：富山市 桃：滑川市 橙：上市町 赤：立山町 青：合併なし）

  - 4月1日 - 郡制の施行のため、上新川郡のうち、西水橋町、東水橋町、滑川町、浜加積村、早月加積村、北加積村、東加積村、山加積村、南加積村、中加積村、西加積村、下条村、上条村、東三郷村、西三郷村、舟橋村、相ノ木村、宮川村、上市町、白萩村、柿沢村、茗荷谷村、音杉村、弓庄村、寺田村、利田村、大森村、五百石町、高野村、上段村、東谷村、下段村、釜ヶ淵村、立山村の区域をもって中新川郡が発足。郡役所を滑川町に設置。（5町29村）
  - 6月1日 - 郡制を施行。
- 1916年（大正5年） - 茗荷谷村が改称して大岩村となる。
- 1923年（大正12年）3月31日 - 郡会が廃止。郡役所は存続。
- 1926年（大正15年）
  - 6月30日 - 郡役所が廃止。以降は地域区分名称となる。
  - 12月10日 - 東三郷村・西三郷村が合併して三郷村が発足。（5町28村）
- 1940年（昭和15年）11月15日 - 東水橋町・西水橋町・下条村が合併して水橋町が発足。（4町27村）
- 1941年（昭和16年）
  - 4月1日 - 音杉村が上市町に編入。（4町26村）
  - 6月1日 - 寺田村・弓庄村が合併して新川村が発足。（4町25村）
- 1942年（昭和17年）6月8日 - 五百石町・高野村・下段村・大森村が合併して雄山町が発足。（4町22村）
- 1953年（昭和28年）
  - 9月10日 - 上市町・柿沢村・大岩村・宮川村・南加積村・山加積村が合併し、改めて上市町が発足。（4町17村）
  - 11月1日 - 滑川町・中加積村・西加積村・北加積村・東加積村・早月加積村・浜加積村が合併し、改めて滑川町が発足。（4町11村）
- 1954年（昭和29年）
  - 1月10日 - 雄山町・立山村・利田村・釜ヶ淵村・上段村・東谷村が合併して立山町が発足。（4町6村）
  - 3月1日 - 滑川町が市制施行して滑川市となり、郡より離脱。（3町6村）
  - 4月1日（3町3村）
    - 水橋町・三郷村・上条村が合併し、改めて水橋町が発足。
    - 相ノ木村が上市町に編入。

  - 5月10日 - 白萩村が上市町に編入。（3町2村）
  - 7月10日 - 新川村が立山町に編入。（3町1村）
- 1955年（昭和30年）1月1日 - 立山町の一部（大字横越・神田・大塚・赤木・中村・野徳・野福）が上市町に編入。
- 1956年（昭和31年）6月1日 - 上市町の一部（大字本江・田林・東福寺野・東福寺および五位尾・小森・黒川の各一部）が滑川市に編入。
- 1966年（昭和41年）5月1日 - 水橋町が富山市に編入。（2町1村）

### 変遷表
| 明治22年以前 | 明治29年3月29日 | 明治29年 - 昭和19年         | 明治29年 - 昭和19年         | 昭和20年 - 昭和29年          | 昭和20年 - 昭和29年          | 昭和30年 - 昭和63年         | 昭和30年 - 昭和63年         | 平成1年 - 現在              | 現在   |
| ------------ | --------------- | --------------------------- | --------------------------- | ---------------------------- | ---------------------------- | --------------------------- | --------------------------- | --------------------------- | ------ |
|              | 東水橋町        | 昭和15年11月15日 水橋町     | 昭和15年11月15日 水橋町     | 昭和29年4月1日 水橋町        | 昭和29年4月1日 水橋町        | 昭和41年5月1日 富山市に編入 | 昭和41年5月1日 富山市に編入 | 平成17年4月1日 富山市の一部 | 富山市 |
|              | 西水橋町        | 昭和15年11月15日 水橋町     | 昭和15年11月15日 水橋町     | 昭和29年4月1日 水橋町        | 昭和29年4月1日 水橋町        | 昭和41年5月1日 富山市に編入 | 昭和41年5月1日 富山市に編入 | 平成17年4月1日 富山市の一部 | 富山市 |
|              | 下條村          | 昭和15年11月15日 水橋町     | 昭和15年11月15日 水橋町     | 昭和29年4月1日 水橋町        | 昭和29年4月1日 水橋町        | 昭和41年5月1日 富山市に編入 | 昭和41年5月1日 富山市に編入 | 平成17年4月1日 富山市の一部 | 富山市 |
|              | 東三郷村        | 大正15年12月10日 三郷村     | 大正15年12月10日 三郷村     | 昭和29年4月1日 水橋町        | 昭和29年4月1日 水橋町        | 昭和41年5月1日 富山市に編入 | 昭和41年5月1日 富山市に編入 | 平成17年4月1日 富山市の一部 | 富山市 |
|              | 西三郷村        | 大正15年12月10日 三郷村     | 大正15年12月10日 三郷村     | 昭和29年4月1日 水橋町        | 昭和29年4月1日 水橋町        | 昭和41年5月1日 富山市に編入 | 昭和41年5月1日 富山市に編入 | 平成17年4月1日 富山市の一部 | 富山市 |
|              | 上條村          | 上條村                      | 上條村                      | 昭和29年4月1日 水橋町        | 昭和29年4月1日 水橋町        | 昭和41年5月1日 富山市に編入 | 昭和41年5月1日 富山市に編入 | 平成17年4月1日 富山市の一部 | 富山市 |
|              | 滑川町          | 滑川町                      | 滑川町                      | 昭和28年11月1日 滑川町       | 昭和29年3月1日 市制          | 滑川市                      | 滑川市                      | 滑川市                      | 滑川市 |
|              | 中加積村        | 中加積村                    | 中加積村                    | 昭和28年11月1日 滑川町       | 昭和29年3月1日 市制          | 滑川市                      | 滑川市                      | 滑川市                      | 滑川市 |
|              | 西加積村        | 西加積村                    | 西加積村                    | 昭和28年11月1日 滑川町       | 昭和29年3月1日 市制          | 滑川市                      | 滑川市                      | 滑川市                      | 滑川市 |
|              | 北加積村        | 北加積村                    | 北加積村                    | 昭和28年11月1日 滑川町       | 昭和29年3月1日 市制          | 滑川市                      | 滑川市                      | 滑川市                      | 滑川市 |
|              | 東加積村        | 東加積村                    | 東加積村                    | 昭和28年11月1日 滑川町       | 昭和29年3月1日 市制          | 滑川市                      | 滑川市                      | 滑川市                      | 滑川市 |
|              | 早月加積村      | 早月加積村                  | 早月加積村                  | 昭和28年11月1日 滑川町       | 昭和29年3月1日 市制          | 滑川市                      | 滑川市                      | 滑川市                      | 滑川市 |
|              | 浜加積村        | 浜加積村                    | 浜加積村                    | 昭和28年11月1日 滑川町       | 昭和29年3月1日 市制          | 滑川市                      | 滑川市                      | 滑川市                      | 滑川市 |
|              | 上市町          | 上市町                      | 上市町                      | 昭和28年9月10日 上市町       | 昭和28年9月10日 上市町       | 上市町                      | 上市町                      | 上市町                      | 上市町 |
|              | 音杉村          | 昭和16年4月1日 上市町に編入 | 昭和16年4月1日 上市町に編入 | 昭和28年9月10日 上市町       | 昭和28年9月10日 上市町       | 上市町                      | 上市町                      | 上市町                      | 上市町 |
|              | 柿沢村          | 柿沢村                      | 柿沢村                      | 昭和28年9月10日 上市町       | 昭和28年9月10日 上市町       | 上市町                      | 上市町                      | 上市町                      | 上市町 |
|              | 茗荷谷村        | 大正5年 改称 大岩村         | 大正5年 改称 大岩村         | 昭和28年9月10日 上市町       | 昭和28年9月10日 上市町       | 上市町                      | 上市町                      | 上市町                      | 上市町 |
|              | 宮川村          | 宮川村                      | 宮川村                      | 昭和28年9月10日 上市町       | 昭和28年9月10日 上市町       | 上市町                      | 上市町                      | 上市町                      | 上市町 |
|              | 南加積村        | 南加積村                    | 南加積村                    | 昭和28年9月10日 上市町       | 昭和28年9月10日 上市町       | 上市町                      | 上市町                      | 上市町                      | 上市町 |
|              | 山加積村        | 山加積村                    | 山加積村                    | 昭和28年9月10日 上市町       | 昭和28年9月10日 上市町       | 上市町                      | 上市町                      | 上市町                      | 上市町 |
|              | 相ノ木村        | 相ノ木村                    | 相ノ木村                    | 昭和29年4月1日 上市町に編入  | 昭和29年4月1日 上市町に編入  | 上市町                      | 上市町                      | 上市町                      | 上市町 |
|              | 白萩村          | 白萩村                      | 白萩村                      | 昭和29年5月10日 上市町に編入 | 昭和29年5月10日 上市町に編入 | 上市町                      | 上市町                      | 上市町                      | 上市町 |
|              | 五百石町        | 昭和17年6月8日 雄山町       | 昭和17年6月8日 雄山町       | 昭和29年1月10日 立山町       | 昭和29年1月10日 立山町       | 立山町                      | 立山町                      | 立山町                      | 立山町 |
|              | 高野村          | 昭和17年6月8日 雄山町       | 昭和17年6月8日 雄山町       | 昭和29年1月10日 立山町       | 昭和29年1月10日 立山町       | 立山町                      | 立山町                      | 立山町                      | 立山町 |
|              | 下段村          | 昭和17年6月8日 雄山町       | 昭和17年6月8日 雄山町       | 昭和29年1月10日 立山町       | 昭和29年1月10日 立山町       | 立山町                      | 立山町                      | 立山町                      | 立山町 |
|              | 大森村          | 昭和17年6月8日 雄山町       | 昭和17年6月8日 雄山町       | 昭和29年1月10日 立山町       | 昭和29年1月10日 立山町       | 立山町                      | 立山町                      | 立山町                      | 立山町 |
|              | 立山村          | 立山村                      | 立山村                      | 昭和29年1月10日 立山町       | 昭和29年1月10日 立山町       | 立山町                      | 立山町                      | 立山町                      | 立山町 |
|              | 利田村          | 利田村                      | 利田村                      | 昭和29年1月10日 立山町       | 昭和29年1月10日 立山町       | 立山町                      | 立山町                      | 立山町                      | 立山町 |
|              | 釜ヶ淵村        | 釜ヶ淵村                    | 釜ヶ淵村                    | 昭和29年1月10日 立山町       | 昭和29年1月10日 立山町       | 立山町                      | 立山町                      | 立山町                      | 立山町 |
|              | 上段村          | 上段村                      | 上段村                      | 昭和29年1月10日 立山町       | 昭和29年1月10日 立山町       | 立山町                      | 立山町                      | 立山町                      | 立山町 |
|              | 東谷村          | 東谷村                      | 東谷村                      | 昭和29年1月10日 立山町       | 昭和29年1月10日 立山町       | 立山町                      | 立山町                      | 立山町                      | 立山町 |
|              | 寺田村          | 昭和16年6月1日 新川村       | 昭和16年6月1日 新川村       | 昭和29年7月10日 立山町に編入 | 昭和29年7月10日 立山町に編入 | 立山町                      | 立山町                      | 立山町                      | 立山町 |
|              | 弓庄村          | 昭和16年6月1日 新川村       | 昭和16年6月1日 新川村       | 昭和29年7月10日 立山町に編入 | 昭和29年7月10日 立山町に編入 | 立山町                      | 立山町                      | 立山町                      | 立山町 |
|              | 舟橋村          | 舟橋村                      | 舟橋村                      | 舟橋村                       | 舟橋村                       | 舟橋村                      | 舟橋村                      | 舟橋村                      | 舟橋村 |

## 行政
歴代郡長
出典→
| 代 | 氏名       | 就任年月日                 | 退任年月日                 | 備考                   |
| -- | ---------- | -------------------------- | -------------------------- | ---------------------- |
| 1  | 前田則邦   | 明治29年（1896年）4月1日   | 明治32年（1889年）8月7日   |                        |
| 2  | 秋永蘭次郎 | 明治32年（1899年）8月7日   | 明治35年（1902年）7月9日   |                        |
| 3  | 広瀬昌栄   | 明治35年（1902年）7月9日   | 明治36年（1903年）3月9日   |                        |
| 4  | 松山顧武   | 明治36年（1903年）3月9日   | 明治42年（1909年）11月18日 |                        |
| 5  | 甘粕達蔵   | 明治42年（1909年）11月18日 | 明治44年（1911年）12月27日 |                        |
| 6  | 狩野清常   | 明治44年（1911年）12月27日 | 大正3年（1914年）3月24日   |                        |
| 7  | 松本於莬   | 大正3年（1914年）3月24日   | 大正3年（1914年）12月22日  |                        |
| 8  | 坂本鴨     | 大正3年（1914年）12月22日  | 大正6年（1917年）6月11日   |                        |
| 9  | 井関敏雄   | 大正6年（1917年）6月11日   | 大正11年（1922年）3月27日  |                        |
| 10 | 金島周太郎 | 大正11年（1922年）3月27日  | 大正13年（1924年）12月17日 |                        |
| 11 | 家森文四郎 | 大正13年（1924年）12月17日 | 大正15年（1926年）6月30日  | 郡役所廃止により、廃官 |